# Здичавілі тварини

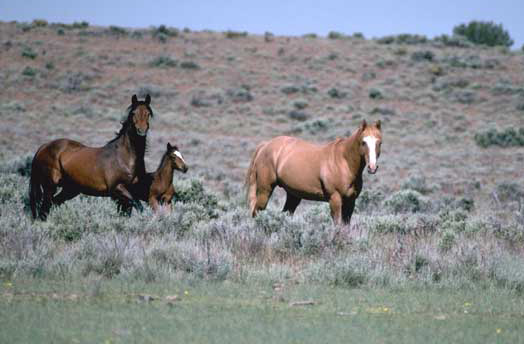
Мустанг — здичавілий кінь американських прерій

Здичавілі тварини (англ. feral animals) — загальна назва всіх видів і внутрішньовидових форм, що були одомашнені людиною, проте з різних причин перейшли до вільного життя у дикій природі.

## Причини здичавіння

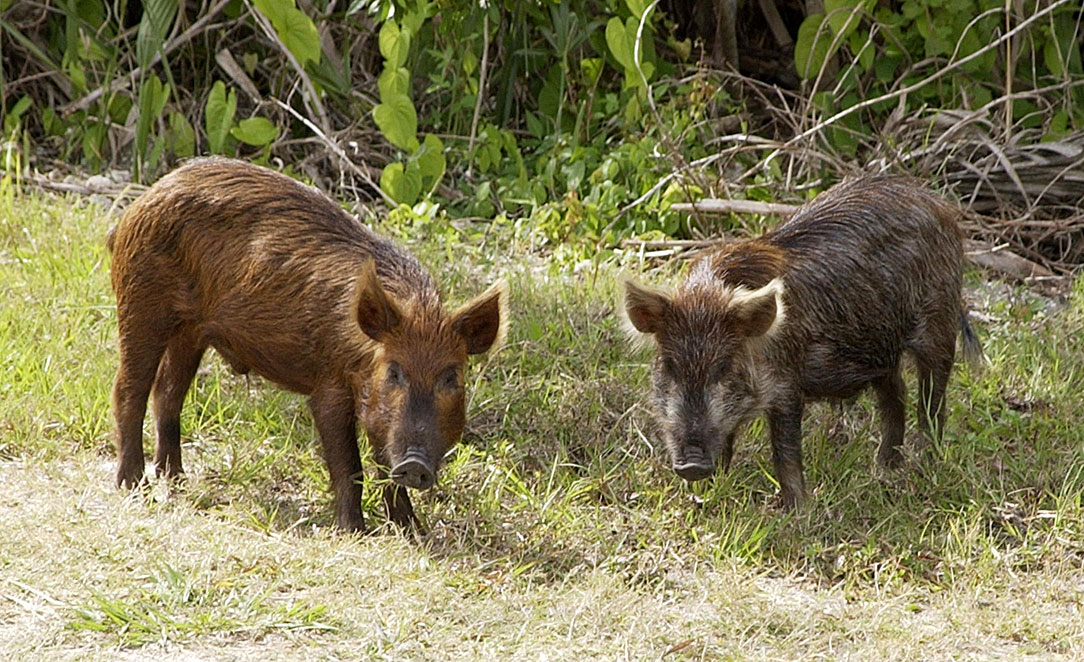
«Разорбек» — здичавіла форма свині свійської (Sus scrofa domestica)

Існує багато факторів формування диких форм передтим свійських (одомашнених) тварин. Трьома основними серед них є:
- втеча з культури (стихійна інтродукція)
- штучна планомірна інтродукція
- втрата інтересу людини

## Приклади з теріології

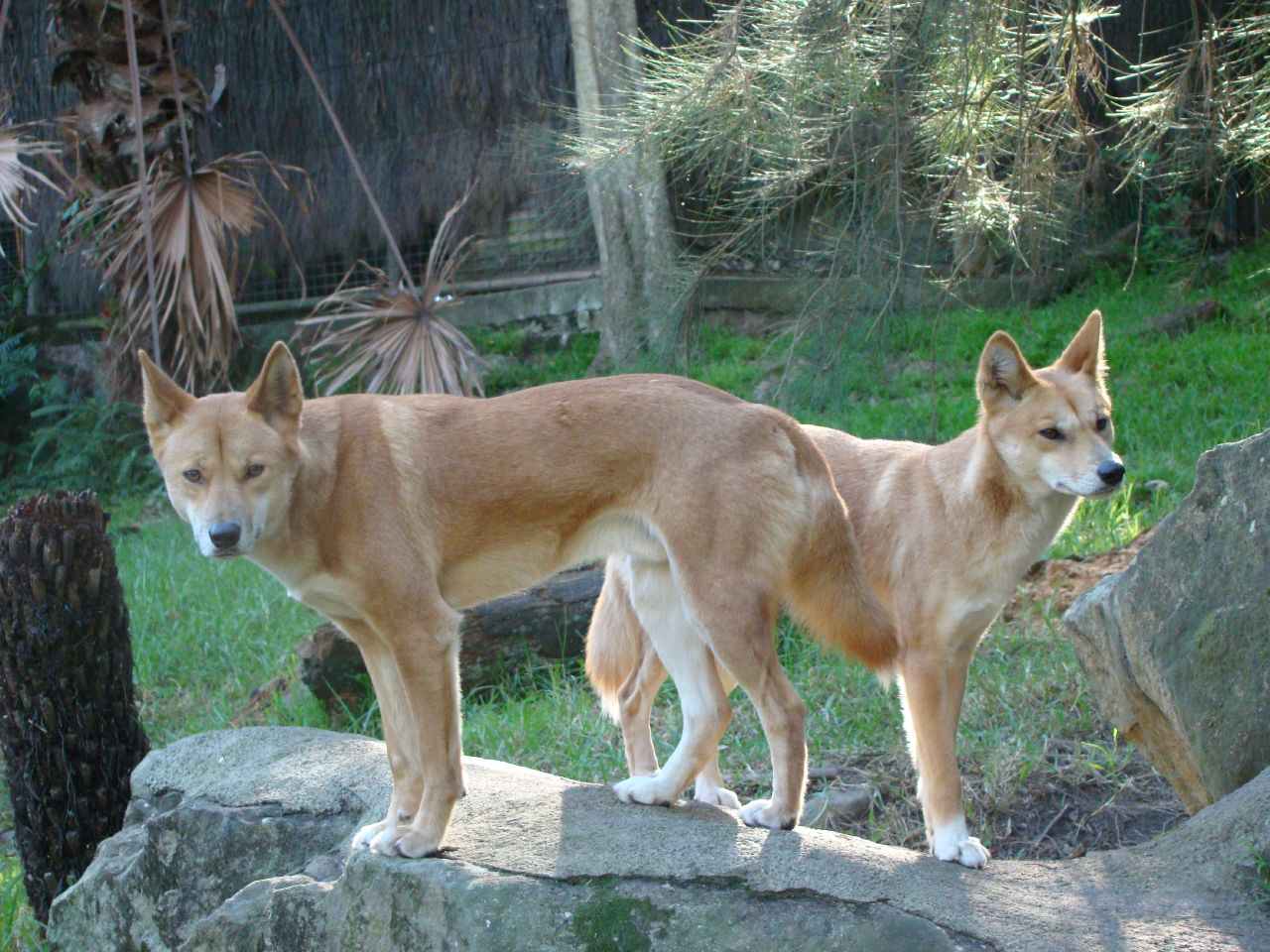
Пес динго

- Діти джунглів
- Динго — здичавіла форма пса свійського[1][2][3].
- Кінь дикий
- Мустанг
- Разорбек
- Фолклендський вовк — є версія, що Dusicyon був узятий як домашні тварини доісторичними індіанцями[4].

Окрім цих форм, існує кілька прикладів формування спонтанних здичавілих форм, які зберігають зв'язок з одомашненими формами і постійно відтворюються завдяки пластичній поведінці. Це, насамперед, стосується кількох форм хижих і гризунів, які швидко (в межах одного покоління) формують «дикі» субпопуляції, відновлюючи всі необхідні навички до формування популяційних груп, кормодобування, облаштування сховищ та розмноження:
- здичавілі коти
- здичавілі пси
- здичавілі пацюки тощо.

Нерідко вони зберігають сталий генетичний зв'язок з материнськими популяціями і формують гібридні форми.

## Роль у житті людини
Здичавілі тварини — об'єкти особливої уваги з зв'язки з дослідженнями здатності тварин до акліматизації після інтродукції, у зв'язку з вивченням генетики та селекції свійських тварин, у зв'язку з вивченням історії розселень і господарства людини.
Інтродуковані людиною дикі кози (згадайте «Таємничий острів») та муфлони, таємнича історія південноамериканських альпаки (Vicugna pacos) та гуанако (Lama guanicoe) тощо.

## Еволюція безпритульних тварин

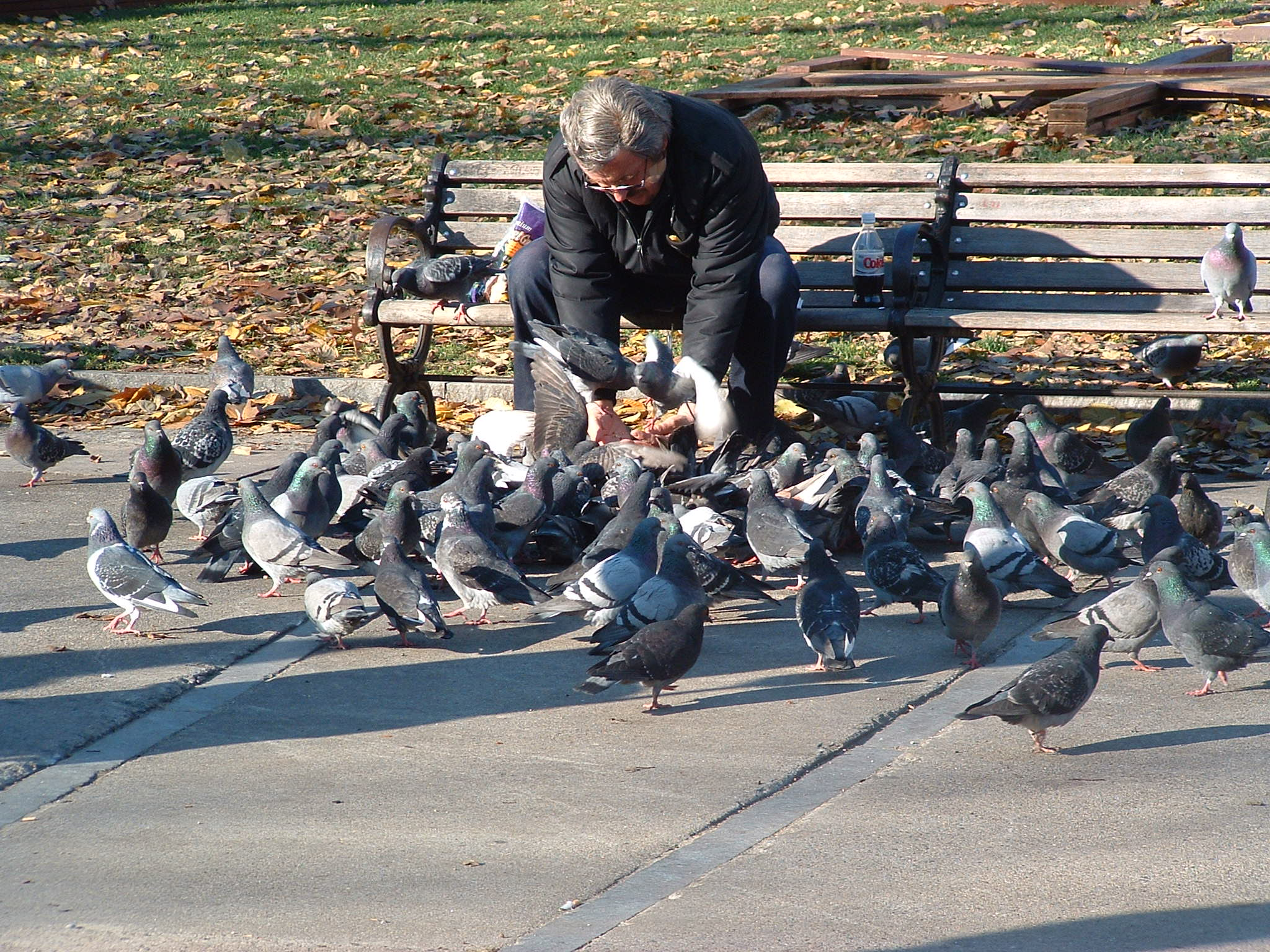
Для міських голубів в умовах відсутності природного добору характерний надзвичайний кольоровий поліморфізм

Внаслідок попереднього штучного добору тварини, що набули статусу безпритульних, формують популяційні групи з високим рівнем індивідуальних відмінностей. Попри це, в умовах потужного відбору в екзантропних умовах, у них формується принципово нова система морфологічних і генетичних ознак. Подібні дослідження проведено у численних зоологічних центрах на птахах (зокрема, на голубах), на комарах і дрозофілах, а також на котах і псах.
Зокрема, дослідженнями Є. Березкіної на псах та європейських науковців на котах показано, що в групах здичавілих тварин мінливість зменшується, і внутрішньогрупова дисперсія ознак стає значно меншою за внутрішньопопуляційну. Це розглядається як свідчення стабілізації генетичної структури мікропопуляцій і також як свідчення високого рівня інбредності в межах груп та низькі потоки генів між групами. Припускається, що в таких групах також йде потужний добір за рахунок жорстких обмежень панміксії і, відповідно, високої вибірковості шлюбних партнерів.
Загальною особливістю багатьох форм здичавілих тварин є повернення їх до близького з вихідним в їхній еволюції «дикого морфотипу».